# イヴォンヌ・フルノー
イヴォンヌ・フルノー（Yvonne Furneaux、本名：Yvonne E. Natteau、1926年5月11日 - 2024年7月5日）は、フランスの女優。
引退後はスイスに住んでいた。2024年7月5日に死去。98歳没。

## 出演作品
- 哀愁のモンテカルロ 24 Hours of a Woman's Life （1952年）
- 三文オペラ The Beggar's Opera （1953年）
- バラントレイ卿 The Master of Ballantrae （1953年）
- 剣侠と美女 Il Maestro di Don Giovanni （1954年）
- 女ともだち Le Amiche （1955年）　-　ミケランジェロ・アントニオーニ監督。
- 覆面の騎士 The Dark Avenger （1955年）
- リスボン Lisbon （1956年）
- ミイラの幽霊 The Mummy（1959年）
- 甘い生活 La Dolce vita （1960年） - フェデリコ・フェリーニ監督。
- 巌窟王 Le Comte de Monte Cristo （1961年）
- 怪人マブゼ博士・殺人光線 Die Todesstrahlen des Dr. Mabuse （1964年）
- 反撥 Repulsion （1965年）
- 殺意 Le Scandale（1967年）